# Lâu đài Gýmeš
Lâu đài Gýmeš (tiếng Slovakia: Gýmešský hrad) là tàn tích của một lâu đài tọa lạc ở độ cao 514 mét so với mực nước biển, trên một ngọn đồi thạch anh ở sườn phía nam của dãy núi Tribeč. Lâu đài nằm cách làng Jelenec (Gýmeš) khoảng 5 km về phía bắc, thuộc vùng Nitra, Slovakia. Lâu đài Gýmeš và lâu đài Galicia đều từng thuộc sở hữu của gia đình quý tộc Forgáčov.

## Lịch sử
Lâu đài Gýmeš có khả năng được gia tộc Ivankov xây dựng vào thế kỷ 13, cụ thể là vào khoảng thời gian 1253 - 1270. Ban đầu, lâu đài được xây theo phong cách kiến trúc Gothic. Phần lâu đời nhất của lâu đài là những bức tường của công sự Gothic bao quanh một khoảng sân hình tam giác. Trên sườn núi ở phía nam lâu đài có một tòa tháp hình lăng trụ dùng để làm nhà ở hoặc phòng thủ. Vào cuối thế kỷ 13, một tháp khác được xây bổ sung vào lâu đài. Sau đó, các cung điện cũng được xây thêm vào khu phức hợp này. Vào thế kỷ 16, một tháp lớn hình thang và một tháp hình trụ được xây dựng ở lối vào lâu đài để củng cố chức năng phòng thủ. Đến giữa thế kỷ 19, gia đình Forgáčov rời khỏi lâu đài. Kể từ đó, lâu đài trở nên hoang tàn và dần sụp đổ.